# Hyalorbilia inflatula
Hyalorbilia inflatula (P. Karst.) Baral & G. Marson – gatunek grzybów workowych.

## Systematyka i nazewnictwo
Pozycja w klasyfikacji według Index Fungorum: Hyalorbilia, Orbiliaceae, Orbiliales, Orbiliomycetidae, Orbiliomycetes, Pezizomycotina, Ascomycota, Fungi.
Po raz pierwszy gatunek ten opisał Petter Adolf Karsten w 1869 r. nadając mu nazwę Peziza inflatula. Do rodzaju Hyalorbilia przenieśli go Hans-Otto Baral i Guy Marson w 2001 r. Niektóre inny synonimy:
- Hyalinia inflatula (P. Karst.) Boud. 1907
- Orbilia inflatula (P. Karst.) P. Karst. 1871
- Orbilia epipora subsp. inflatula (P. Karst.) P. Karst. 1871[2].

## Morfologia
Owocniki
O średnicy 1–1,5 mm, siedzące. Hymenofor woskowaty, z wyglądu półprzezroczysty, w kolorze żółtym do łososiowego. Subikulum zbudowane z nielicznych septowanych, kulistych strzępek o średnicy 4,2–10,2 µm, o ściankach pogrubionych do 1,4 µm. Hymenium pokryte galaretowatą substancją pokrywającą wstawki i worki, tworzącą ciemny i brodawkowaty nabłonek.
Cechy mikroskopowe
Worki cylindryczne ze sprzążką bazalną, beztrzonkowe, z 8 zarodnikami w dwóch rzędach, nieamyloidalne, 18,5–27 × 2,5–4 µm. Wstawki cylindryczne, o średnicy od 1,9 do 2,6 µm. Zarodniki krótkie, nitkowate do cylindrycznych, czasami lekko łukowate do księżycowatych, gładkie, z dwoma małymi gutulami, szkliste, 4,8–7(8,5) x 0,6–1 µm, Q = 5,1–10, średnio Q = 7,6. Ekscypulum zbudowane z trzech warstw:
- ściana zewnętrzna o teksturze porrecta, zbudowana z septowanych strzępek 23,5–68,5 × 13,5–33,5 µm o ściance pogrubionej do 2,8 µm,
- część środkowa (rdzeń) utworzony z prawie kulistych komórek
- część wewnętrzna o teksturze pryzmatycznej, zbudowana z krótkich, 3,5–14 × 2–6 µm, septowanych strzępek o pogrubionej ścianie[3].

## Występowanie
Hyalorbilia inflatula jest szeroko rozprzestrzeniona. Znane jest jej występowanie w Ameryce Północnej i Środkowej, Europie, Azji, Afryce i na Nowej Zelandii. W Polsce po 2007 r. podano kilka stanowisk, aktualne stanowiska podaje także internetowy atlas grzybów. Znajduje się w nim na liście gatunków zagrożonych i wartych objęcia ochroną.
Grzyb nadrzewny, saprotrof rozwijający się na próchniejącym drewnie.